# Diocèse de Tarbes et Lourdes
Le diocèse de Tarbes et Lourdes (en latin : Dioecesis Tarbiensis et Lourdensis) est un diocèse de l'Église catholique en France.
Érigé au IVe siècle, le diocèse de Tarbes (en latin : Dioecesis Tarbiensis) est le diocèse historique de la Bigorre, pays traditionnel de la Gascogne. Supprimé en 1801, il est rétabli dès 1822 et couvre, depuis, le département des Hautes-Pyrénées. Depuis 1912, il porte le nom de diocèse de Tarbes et Lourdes. Depuis 2002, il est suffragant de l'archidiocèse métropolitain de Toulouse et dirigé depuis 2022 par Jean-Marc Micas. 

## Histoire
En 1790, la constitution civile du clergé maintient le siège épiscopal de Tarbes pour le département des Hautes-Pyrénées.
À la suite du concordat de 1801, par la bulle Qui Christi Domini du 29 novembre 1801, le pape Pie VII supprime le siège épiscopal de Tarbes et incorpore le territoire de l'ancien diocèse dans celui de Bayonne qui couvre alors les trois départements des Landes, des Basses et des Hautes-Pyrénées et est suffragant de l'archidiocèse métropolitain d'Auch.
Mais, par la bulle Paternae charitatis du 6 octobre 1822, Pie VII rétablit le siège épiscopal de Tarbes pour le département des Hautes-Pyrénées.
À la suite des apparitions mariales à sainte Bernadette, le diocèse prend, le 20 avril 1912, son nom actuel de diocèse de Tarbes et Lourdes.
En vertu d'une bulle papale du 8 décembre 1917, le pallium est accordé aux évêques de Tarbes et de Lourdes, mais pour Lourdes seulement.
Le chapitre de la cathédrale contient huit archidiacres, un chantre et quatorze chanoines. De même dans le diocèse plusieurs collégiales : Saint-Jean de Tarbes (12 prébendes) ; Saint-Vincent de Bagnères (14 prébendes). 
Le 8 décembre 2002, le diocèse devient suffragant de l'archidiocèse métropolitain de Toulouse.

### Abbayes
Plusieurs abbayes sont présentes dans ce diocèse.
- Abbaye de Larreule : Sanctus Orientus de Regula (OSB); fondation vers 970[3].
- Abbaye de Saint-Pé : Sanctus Petrus Generensis; fondation vers 1022[3].
- Abbaye de Saint-Savin : Sanctus Sabinus in Levitania; fondation avant 945[3].
- Abbaye de Saint-Sever : Sanctus Severus de Albiciaco[3].
- Abbaye de la Tasque : Sanctus Petrus de Tascqua[3].
- Abbaye de l'Escaladieu : Scala Dei; fond. en 1136[3].
- Abbaye de Tournay.

## Cathédrale et basiliques
La cathédrale du diocèse de Tarbes et Lourdes est Notre-Dame-de-la-Sède de Tarbes.
Le diocèse compte trois basiliques mineures à Lourdes : la basilique Notre-Dame-du-Rosaire, la basilique de l'Immaculée-Conception et la basilique Saint-Pie-X.

## Évêques originaires du diocèse de Tarbes et Lourdes
- Prosper-Marie Billère, évêque de Tarbes, né en 1817 à Bertren
- Joseph-Marie Laucaigne, évêque missionnaire au Japon, né en 1838 à Gardères
- Jean-Marie Barthe, évêque de Trichinopoly, né en 1849 à Lézignan
- Jean-Joseph Pays, évêque de Carcassonne et Narbonne, né en 1882 à Julos
- Pierre Marque, archevêque de Colombo, né en 1882 à Gardères
- Firmin Lafitte, archevêque de Buenos-Aires, né en 1888 à Peyrun
- André Lacrampe, archevêque de Besançon, né en 1941 à Agos-Vidalos